# Крістіна Скарлат
Крісті́на Ска́рлат (рум. Cristina Scarlat; нар. 3 березня 1981 року, Кишинів, СРСР) — молдовська співачка. Представляла Молдову на пісенному конкурсі Євробачення 2014 у Копенгагені, Данія, з піснею «Wild Soul» у першому півфіналі, однак до фіналу не вийшла.